# Super Bad
Super Bad è il trentacinquesimo album in studio del cantante statunitense James Brown, pubblicato nel 1971.

## Tracce
1. Super Bad, Pt. 1, 2 & 3 – 9:16
2. Let It Be Me – 3:22
3. Sometime – 3:39
4. A Man Has to Go Back to the Crossroads – 3:18
5. Giving Out of Juice – 9:26
6. By the Time I Get to Phoenix – 3:05